# Ronde van Frankrijk 2019/Veertiende etappe
De veertiende etappe van de Ronde van Frankrijk 2019 werd verreden op 20 juli over 117,5 kilometer in de Pyreneeën tussen Tarbes en de Col du Tourmalet en voerde over twee beklimmingen, de Col du Soulor en de Tourmalet. 
| Tarbes – Col du Tourmalet (117,5 km) |                    |                       |          |
| Plaats                               | Naam               | Ploeg                 | Tijd     |
| 1                                    | Thibaut Pinot      | Groupama-FDJ          | 3u10'20" |
| 2                                    | Julian Alaphilippe | Deceuninck–Quick-Step | + 6"     |
| 3                                    | Steven Kruijswijk  | Team Jumbo-Visma      | z.t.     |
| 4                                    | Emanuel Buchmann   | BORA-hansgrohe        | + 8"     |
| 5                                    | Egan Bernal        | Team INEOS            | z.t.     |
| 6                                    | Mikel Landa        | Movistar Team         | + 14"    |
| 7                                    | Rigoberto Urán     | EF Education First    | + 30"    |
| 8                                    | Geraint Thomas     | Team INEOS            | + 36"    |
| 9                                    | Warren Barguil     | Arkéa Samsic          | + 38"    |
| 10                                   | Jakob Fuglsang     | Astana Pro Team       | + 53"    |
|                                      |                    |                       |          |
| 13                                   | Laurens De Plus    | Team Jumbo-Visma      | + 1'19"  |

| Algemeen klassement |                    |                       |           |
| Plaats              | Naam               | Ploeg                 | Tijd      |
| 1                   | Julian Alaphilippe | Deceuninck–Quick-Step | 56u11'29" |
| 2                   | Geraint Thomas     | Team INEOS            | + 2'02"   |
| 3                   | Steven Kruijswijk  | Team Jumbo-Visma      | + 2'14"   |
| 4                   | Egan Bernal        | Team INEOS            | + 3'00"   |
| 5                   | Emanuel Buchmann   | BORA-hansgrohe        | + 3'12"   |
| 6                   | Thibaut Pinot      | Groupama-FDJ          | z.t.      |
| 7                   | Rigoberto Urán     | EF Education First    | + 4'24"   |
| 8                   | Jakob Fuglsang     | Astana Pro Team       | + 5'22"   |
| 9                   | Alejandro Valverde | Movistar Team         | + 5'27"   |
| 10                  | Enric Mas          | Deceuninck–Quick-Step | + 5'38"   |
|                     |                    |                       |           |
| 37                  | Dries Devenyns     | Deceuninck–Quick-Step | + 12'04"  |

1e etappe ·
2e etappe ·
3e etappe ·
4e etappe ·
5e etappe ·
6e etappe ·
7e etappe ·
8e etappe ·
9e etappe ·
10e etappe ·
11e etappe ·
12e etappe ·
13e etappe ·
14e etappe ·
15e etappe ·
16e etappe ·
17e etappe ·
18e etappe ·
19e etappe ·
20e etappe ·
21e etappe
Startlijst · Eindstanden · Afbeeldingen